# Turbonilla ridgwayi
Turbonilla ridgwayi är en snäckart som beskrevs av Dall och Bartsch 1909. Turbonilla ridgwayi ingår i släktet Turbonilla och familjen Pyramidellidae. Inga underarter finns listade i Catalogue of Life.